# Petrusjka

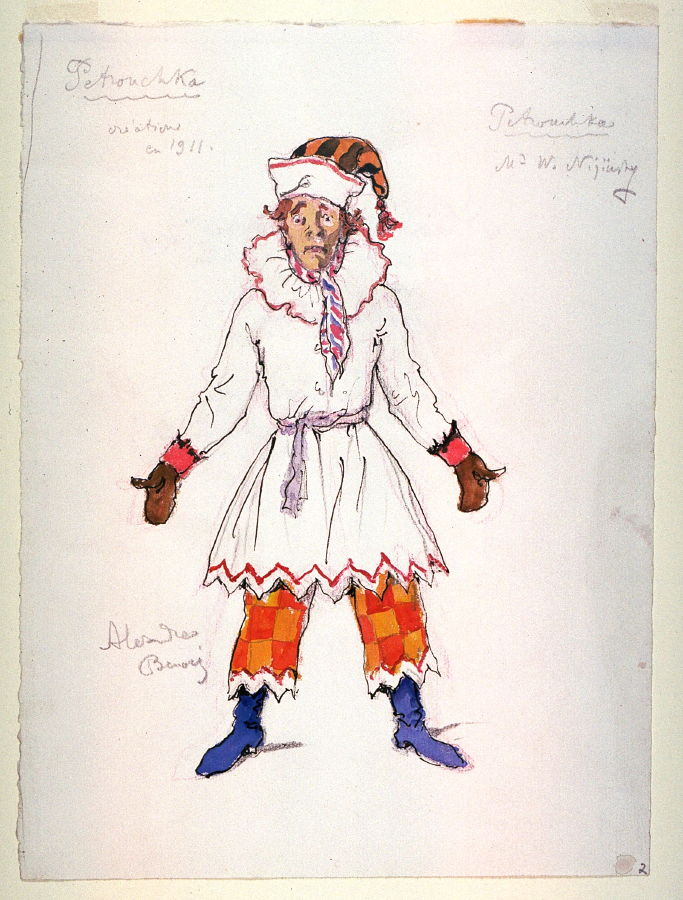
Petrusjkas dräkt av Benois 1911.

Petrusjka (ryska: Петрушка) är en balett i en akt. Koreografi av Michail Fokin (senare Fokine) till musik av Igor Stravinskij. Scenografi: Alexandre Benois och kompositören.

## Historia
Stravinskij började hösten 1910 att komponera en pianokonsert. Han och balettmästaren Sergej Djagilev såg dess potential som balettmusik, med handlingen förlagd till ett traditionellt ryskt nöjesfält. Det gällde att komma med nya uppslag, så att det turnerande balettsällsakapet skulle kunna fortleva kommersiellt. Trots många kontroverser mellan de inblandade så kunde baletten ha urpremiär på Djagilevs Ballets Russes i Paris den 13 juni 1911. Wacław Niżyński och Tamara Karsavina dansade i huvudrollerna. Efter att ha bevistat föreställningen yttrade Sarah Bernhardt om Niżyński: J'ai peur, car je vois l'acteur le plus grand du monde! [Jag befarar att jag just sett världens störste skådespelare!].
Den svenska premiären ägde rum på Stockholmsoperan den 27 augusti 1932 och den iscensattes åter med premiär den 16 mars 1943.
Baletten har återuppstått i flera helt nya versioner, bland annat i koreografi av Maurice Béjart 1977, John Neumeier 1982 och Tero Saarinen 2001.

## Handling
Baletten utspelar sig en snöig vinterdag, vid ett nöjesfält i Sankt Petersburg, på 1830-talet. Bland nöjesfältets attraktioner finns även en traditionell rysk dockteater, som leds av en lömsk trollkarl. De dockor som uppträder, är en morian, en ballerina och den dystra och patetiska Petrusjka. 
Petrusjka älskar ballerinan, som emellertid föraktar honom och föredrar morianen. Petrusjkas kärleksförklaringar är motbjudande för ballerinan, som istället accepterar morianens klumpiga närmanden. Morianen jagar bort Petrusjka med sin kroksabel i högsta hugg och får fatt i honom framför teatern, där han får ett hugg, som fäller honom till marken. Trollkarlen visar nu för publiken att Petrusjka bara är en halmdocka och publiken skingras. Men plötsligt ser man Petrusjka igen på scenbyggnadens tak, där han fäktar med armarna i en sista upprorisk gest. 
Petrusjka får symbolisera det ryska folket i tsarens händer. När Stravinskij komponerade musiken, såg han framför sig bilden av en docka, som får liv och prövar orkesterns tålamod med sina demoniska flöden av pianoarpeggion. Orkestern svarar med hotfulla trumpetstötar.

## Bilder från urpremiären

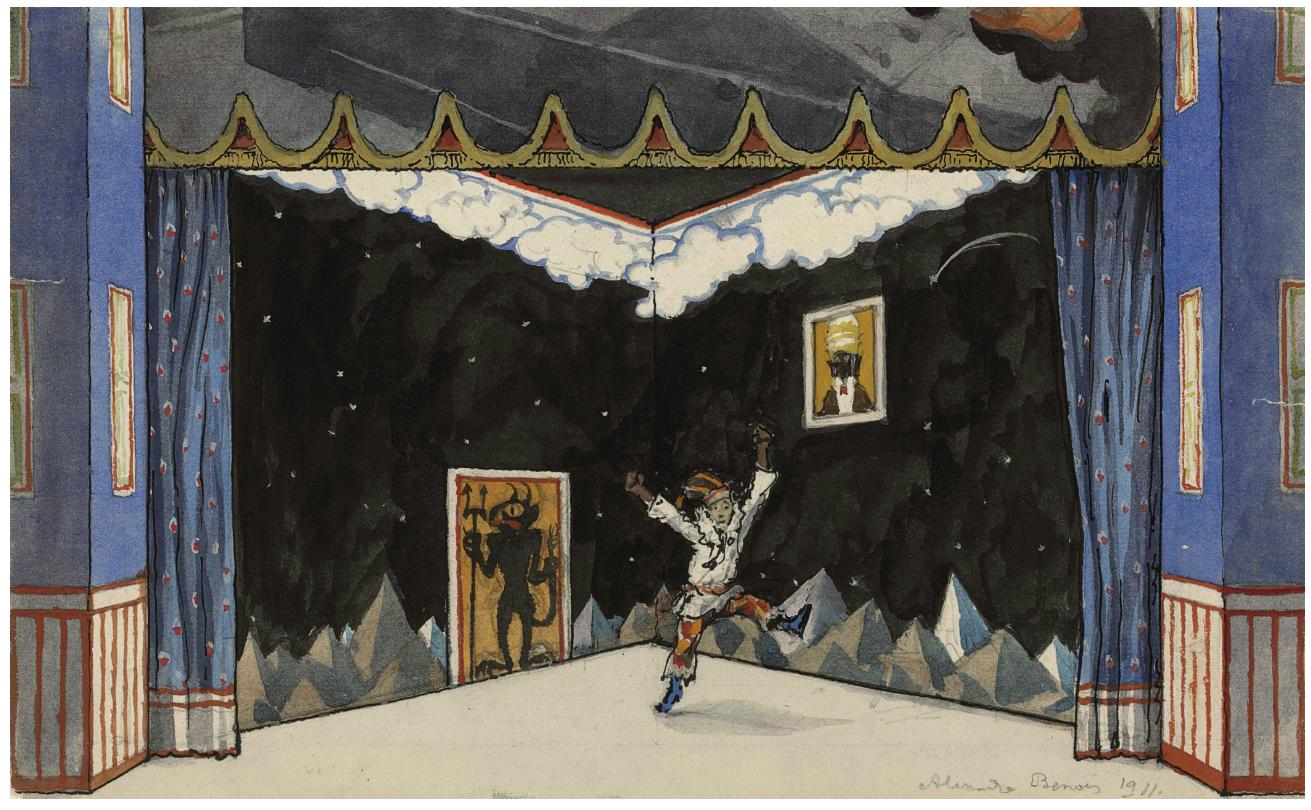
Alexandre Benois' scenario.
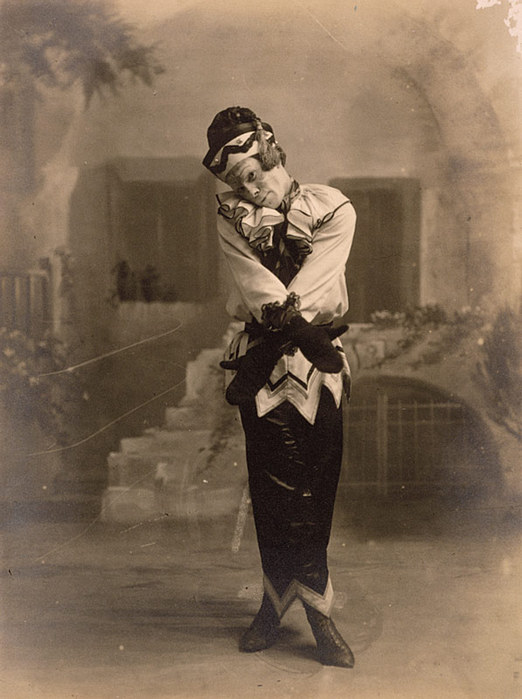
Wacław Niżyński i titelrollen.
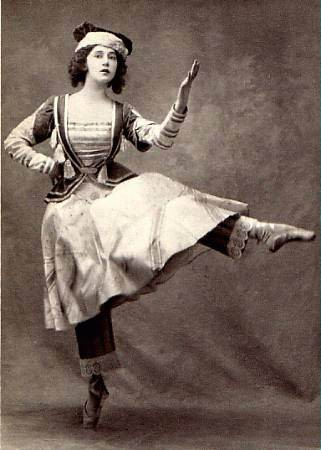
Tamara Karsavina som ballerinan.
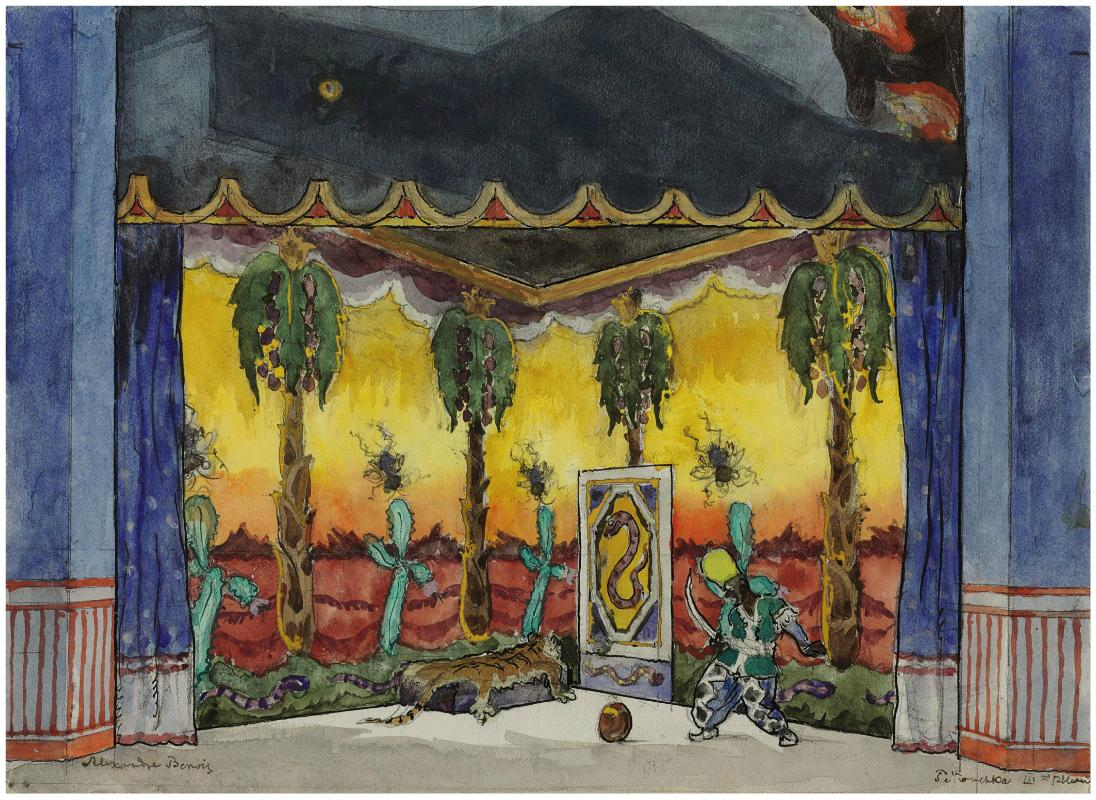
Morianens rum. Alexandre Benois' scenario.

## Diskografi (urval)
- Petrushka. Boston Symphony Orchestra. Pierre Monteux, dirigent. RCA (ADD) SACD 82876 67897-2.[3]